# Petra Čagalj Sejdi

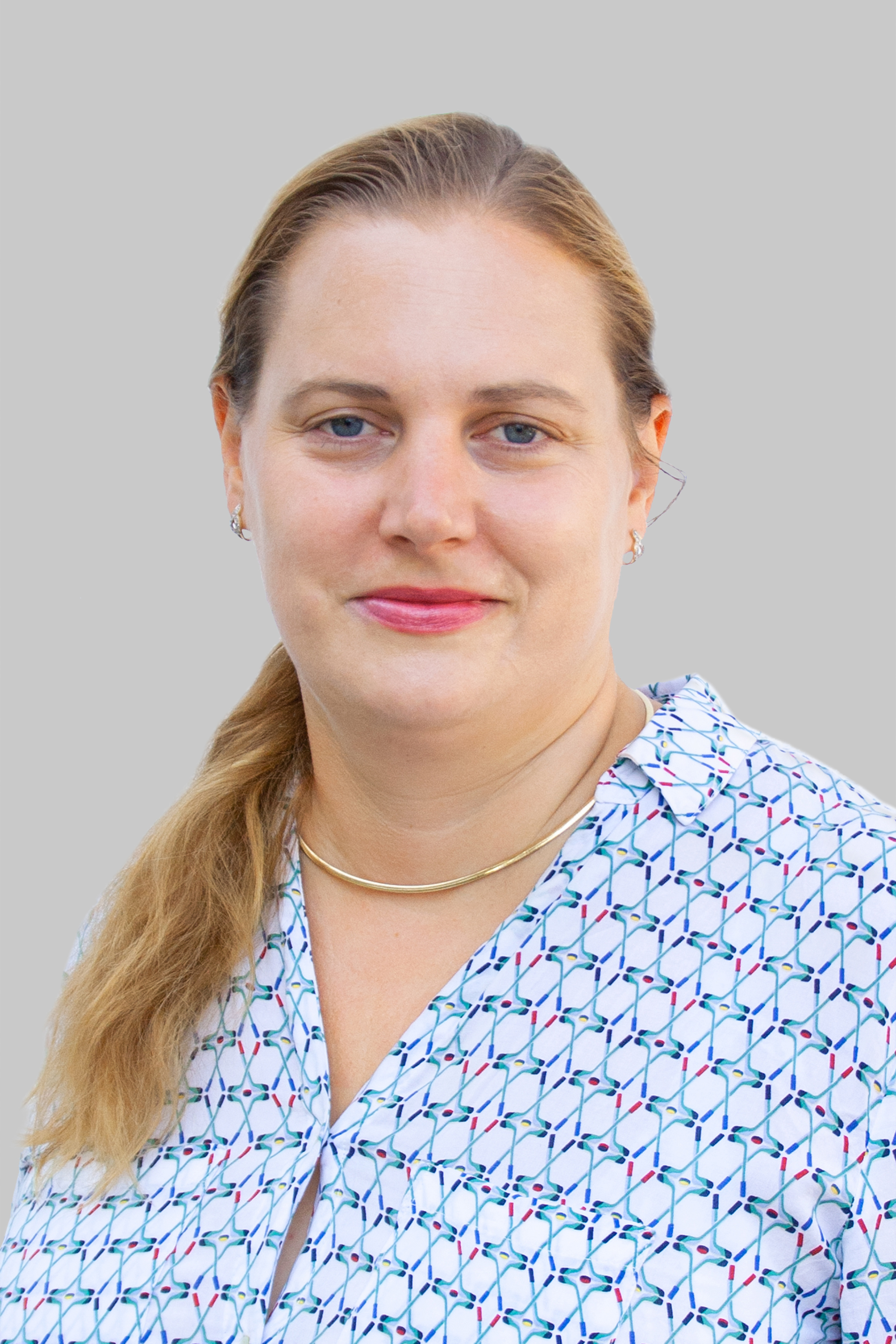
Petra Čagalj Sejdi (2019)

Petra Čagalj Sejdi (* 12. April 1978 in Frankfurt am Main) ist eine deutsche Politikerin (Bündnis 90/Die Grünen). Sie war von 2020 bis 2024 Abgeordnete im Sächsischen Landtag.

## Leben
Petra Čagalj Sejdi studierte nach dem Abitur 1997 in Frankfurt am Main von 1999 bis 2006 an den Universitäten in Leipzig und Zagreb Germanistik, Ost- und Südosteuropawissenschaften sowie Kommunikations- und Medienwissenschaften.
Beruflich war sie als Dozentin, Übersetzerin, Lehrerin und interkulturelle Beraterin tätig. Von 2009 bis 2012 leitete sie das Büro des DAAD in Skopje. Von 2017 bis 2020 war sie Projektkoordinatorin beim Verein der Roma und Sinti in Sachsen (Romano Sumnal).

## Partei und Politik
Petra Čagalj Sejdi ist seit 2005 Mitglied von Bündnis 90/Die Grünen. Von 2014 bis 2020 vertrat sie ihre Partei im Stadtrat von Leipzig.
Sie kandidierte bei der Landtagswahl in Sachsen 2019 im Wahlkreis Leipzig 3 und auf Platz 15 der Landesliste, verfehlte jedoch zunächst den Einzug in den Landtag. Im Februar 2020 rückte sie für Wolfram Günther in den Landtag nach. Im Landtag war sie für ihre Fraktion Sprecherin für Asyl, Migration und Integration, Inklusion, Verbraucherschutz, Entwicklungspolitik und sorbische Angelegenheiten. Bei der Landtagswahl 2024 kandidierte sie erneut im Wahlkreis Leipzig 3 und auf Platz 15 der Landesliste, verfehlte jedoch den Wiedereinzug in den Landtag.